# Bulldoggfledermäuse
Die Bulldoggfledermäuse (Molossidae) stellen eine relativ kleine, weit verbreitete Familie innerhalb der Fledermäuse dar. Weltweit sind etwa 100 Arten in 16 Gattungen besonders aus den Tropen bekannt, eine einzige davon, die Europäische Bulldoggfledermaus (Tadarida teniotis) lebt in Südeuropa.

## Verbreitung
Bulldoggfledermäuse sind in den tropischen und subtropischen Regionen weltweit beheimatet. In Amerika sind von den USA bis Argentinien verbreitet, daneben in Südeuropa, weiten Teilen Afrikas, den südlichen Regionen Asiens sowie Australien und Ozeanien bis zu den Fidschi-Inseln.

## Beschreibung
Der Kopf der Bulldoggfledermäuse ist durch eine kurze, breite Schnauze charakterisiert, die Lippen sind breit und fleischig und oft mit Falten oder Rillen versehen. Ihre Ohren sind kurz und breit und oft nach vorne gebeugt, die Augen hingegen klein. Die Nasenlöcher sitzen manchmal auf einem Ballen, der mit spachtelförmigen Tasthaaren ausgestattet ist.
Ihre Flügel sind lang und schmal, sie ermöglichen ihnen keine abrupten Wendemanöver, dafür aber ein langandauerndes Fliegen. Ihr kurzes, weiches Fell ist in den meisten Fällen rötlich, braun oder schwarz gefärbt, eine Ausnahme bilden die kaum behaarten Nacktfledermäuse (Cheiromeles). Der Schwanz ist lang, seine Spitze ragt weit aus Uropatagium (der Flughaut zwischen den Beinen) heraus. Manche Arten bewegen sich am Boden rückwärts und verwenden ihn als Tastorgan.
Bulldoggfledermäuse erreichen eine Kopf-Rumpf-Länge von 40 bis 130 mm, eine Schwanzlänge von 14 bis 80 mm und eine Unterarmlänge von 27 bis 85 mm.  Das Gewicht liegt zwischen 8 und 180 g.

## Lebensweise
Wie die meisten Fledermäuse sind sie nachtaktiv, als Schlafplätze verwenden sie Höhlen, Felsspalten, Gebäude, Baumhöhlen und Erdlöcher. Oft schlafen sie in großen Gruppen mit hunderttausenden Tieren, manche Arten leben hingegen allein. Bei keiner Art wurde bislang ein Winterschlaf beobachtet, Arten in kühleren Regionen wandern manchmal während der Wintermonate in wärmere Gebiete. Alle Arten sind Insektenfresser, die ihre Beute im Flug fangen.

## Systematik
Bulldoggfledermäuse werden in zwei Unterfamilien mit insgesamt 16 Gattungen und rund 100 Arten unterschieden:
Unterfamilie Molossinae Gervais 1856
- Freischwanzfledermäuse (Chaerephon), 21 Arten, Afrika, südliches Asien, Australien
- Nacktfledermäuse (Cheiromeles), 2 Arten, Südostasien
- Cynomops, 9 Arten, Mittel- und Südamerika
- Bulldoggfledermäuse Eumops, 13 Arten, Amerika
- Molossops, 4 Arten, Südamerika
- Samtfledermäuse (Molossus), 8 Arten, Amerika
- Mops, 15 Arten, Afrika, Südostasien
- Mormopterus, 18 Arten, weltweit
- Pergamentflügel-Fledermäuse (Myopterus), 2 Arten, Zentralafrika
- Nyctinomops, 4 Arten, Nord- und Mittelamerika
- Otomops, 7 Arten, Afrika, Südostasien, Neuguinea
- Afrikanische Flachkopf-Fledermaus (Platymops setiger), Ostafrika
- Promops, 2 Arten, Mittel- und Südamerika
- Roberts Flachkopffledermaus (Sauromys petrophilus), Südafrika
- Faltlippenfledermäuse (Tadarida), 10 Arten, weltweit

Unterfamilie Tomopeatinae Miller 1907
- Stumpfohrfledermaus (Tomopeas ravus), Peru

Tomopeas ravus, die früher zu den Glattnasen gerechnet wurde, bildet die Unterfamilie Tomopeatinae, die anderen Gattungen die Unterfamilie Molossinae. Eine allgemein anerkannte weitere Unterteilung in Gattungsgruppen gibt es bislang nicht.